# 俄罗斯—土库曼斯坦关系
俄罗斯-土库曼关系（俄语：Российско-туркменские отношения），是指俄罗斯与土库曼斯坦的双边关系。俄罗斯在阿什哈巴德设有大使馆，在土库曼巴希设有总领事馆。土库曼斯坦在莫斯科设有大使馆。

## 历史
1869年，土库曼地区被俄罗斯帝国吞并。1924年以后，成为苏联境内的苏维埃社会主义共和国，直到1991年宣布独立。两国至今仍保持着较为友好的关系。部分未在土库曼斯坦设置常驻大使馆的国家，亦由驻俄大使馆兼辖土库曼斯坦。
尽管如此，由于土库曼斯坦去俄化的政策，土库曼在独立之初就将文字字母由西里尔字母改为土库曼语拉丁字母，并且关闭大部分俄罗斯电视频道及俄语学校，土库曼政府更以不承认双重国籍为由，要求境内俄羅斯族人只能選擇俄羅斯或土庫曼其中之一為國籍，若放棄土庫曼國籍就會喪失在土庫曼的所有財產。两国关系亦因歷史淵源而在經濟和軍事聯繫上糾纏不清。

## 旅遊

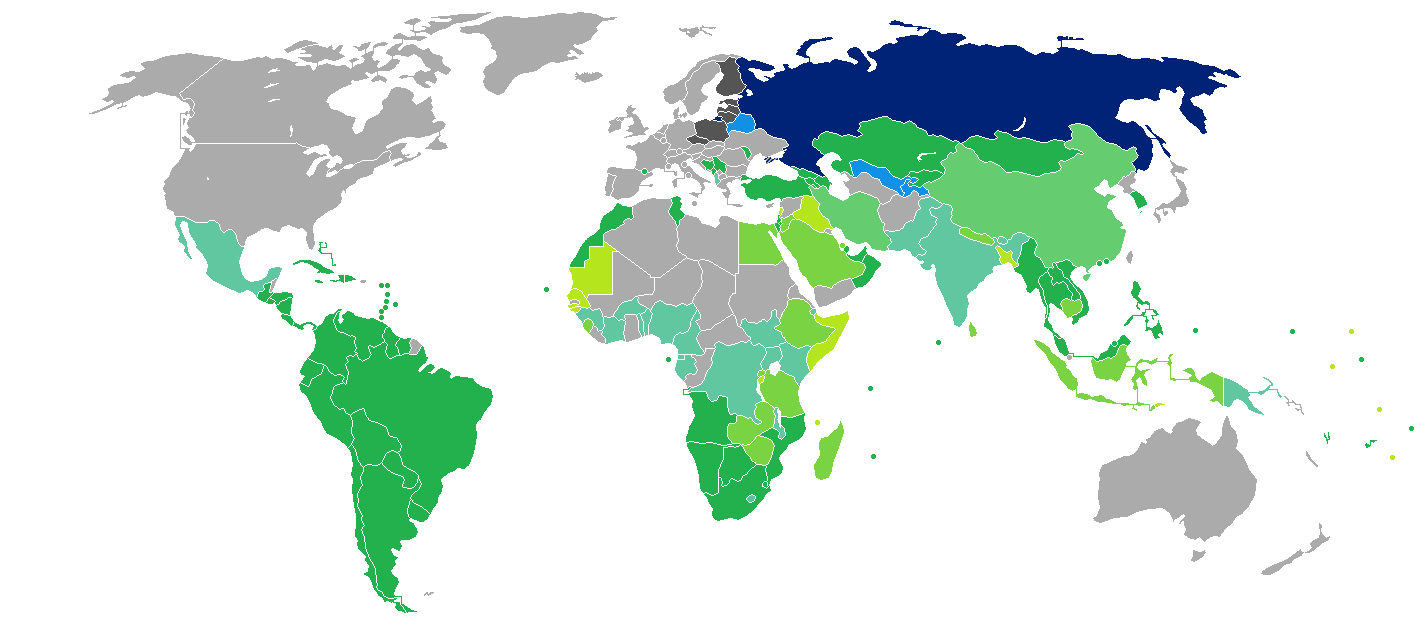
持俄罗斯护照的俄罗斯公民必须申请签证方可入境土库曼斯坦。

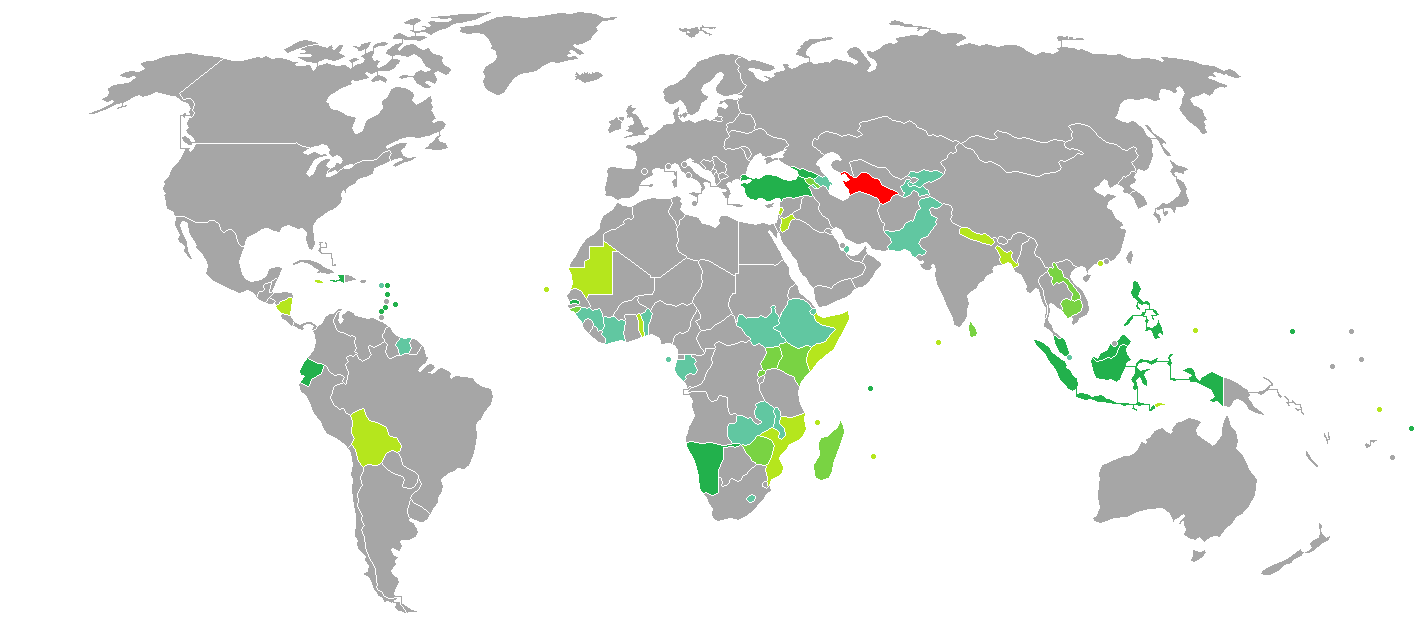
持土库曼斯坦護照的土库曼斯坦公民必须申请签证方可入境入境俄罗斯。

### 簽證
參見：土库曼斯坦签证政策和土库曼斯坦公民签证要求
以及：俄罗斯簽證政策和俄罗斯公民簽證要求
兩國公民皆須申請簽證方可入境對方國家。土庫曼目前只給予哈薩克公民、烏茲別克公民可以免簽證入境。持俄罗斯的公务、外交护照的俄罗斯公民，可免簽證入境土库曼斯坦。两国政府目前在商讨恢复给予对方国家普通公民免签证入境待遇。